# Micromus mirimaculatus
Micromus mirimaculatus är en insektsart som beskrevs av C.-k. Yang et al. 1995. Micromus mirimaculatus ingår i släktet Micromus och familjen florsländor. Inga underarter finns listade i Catalogue of Life.